# Daiki Iwamasa
Daiki Iwamasa (* 30. leden 1982) je japonský fotbalista a bývalý reprezentant.

## Reprezentace
Daiki Iwamasa odehrál za japonský národní tým celkem 8 reprezentačních utkání. S japonskou reprezentací se zúčastnil Mistrovství světa 2010 v Jihoafrické republice.

## Statistiky
| Japonsko | Japonsko | Japonsko |
| Roky     | Záp.     | Góly     |
| -------- | -------- | -------- |
| 2009     | 1        | 0        |
| 2010     | 3        | 0        |
| 2011     | 4        | 0        |
| Celkem   | 8        | 0        |